# Молярная активность лиганда

Полулогарифмические графики «доза-эффект» для двух агонистов с разной молярной активностью — разными K_{d}.

В фармакологии молярная активность (также употребляется термин «потентность», являющийся калькой с potency) — это числовая мера активности химического вещества или лекарства, выражаемая в терминах количества (дозы) вещества или его концентрации, требуемой для получения желаемого клинического или экспериментально-фармакологического эффекта определённой заданной интенсивности (эффект этот измеряется, например, по изменению под влиянием вещества или лекарства тех или иных физиологических или биохимических параметров в экспериментальной системе, или, в клинических испытаниях, измеряется как процент пациентов, достигших заранее определённых первичных конечных точек исследования, например, достигших ремиссии). Согласно этому определению, высокоактивное (или «высокопотентное») вещество, такое, как, например, бупренорфин, алпразолам, рисперидон — вызывает более сильный клинический и биохимический/физиологический ответ в меньших концентрациях, в то время как менее активное («менее потентное», «низкопотентное») вещество, такое, например, как трамадол, оксазепам, хлорпромазин (попарно сопоставимые с вышеприведёнными примерами по основному механизму действия и сферам их применения в медицине), оказывает гораздо меньший эффект в сопоставимых концентрациях, и поэтому требует для достижения того же эффекта применения более высоких доз или концентраций. Молярная активность того или иного вещества, являющегося лигандом тех или иных клеточных рецепторов пропорциональна как его константе диссоциации (степени сродства с рецептором, «аффинности» к этому рецептору), так и его внутренней агонистической активности («рецепторной эффективности»). Аналогичным образом, молярная активность того или иного вещества, являющегося ингибитором того или иного фермента или другого белка, зависит как от степени сродства этого вещества к ферменту или белку, так и от эффективности ингибирования (вероятности того, что при связывании белок или фермент будет ингибирован, то есть изменит конфигурацию таким образом, что не сможет выполнять свою функцию).
Константа диссоциации, или аффинность, является числовой мерой сродства вещества или лекарства к рецептору, его способности или склонности связываться с рецептором. Внутренняя агонистическая активность (она же рецепторная эффективность) — это числовая мера способности вещества или лекарства вызывать тот или иной клинический, биохимический или физиологический ответ (на молекулярно-субклеточном, клеточном, тканевом, органном или системном уровне) в результате связывания с рецептором. Иначе говоря, внутренняя агонистическая активность — это числовое выражение взаимосвязи между степенью занятости рецепторов данным веществом или лекарством, и величиной наблюдаемого клинического, физиологического или биохимического ответа. Желаемый ответ системы и есть эффект, и он зависит как от способности лиганда (вещества или лекарства) связываться с рецептором, так и от способности его активировать или, наоборот, угнетать конституциональную активность рецептора после связывания, вызывая эффект или ответ. Таким образом, молярная эффективность зависит как от степени сродства вещества или лекарства к рецептору (его константы диссоциации, или аффинности), так и от его внутренней агонистической активности (рецепторной эффективности, способности активировать либо деактивировать рецептор). Эффект обозначается буквой E. Изучаемый лиганд, будь то лекарство, гормон/нейромедиатор/цитокин или другое вещество, которое связывается с рецептором и вызывает эффект, обозначается обычно A или D. Ниже некоторой концентрации вещества [A] вызываемый им эффект E слишком мал, чтобы его можно было измерить, однако при более высоких концентрациях он становится заметным и измеримым, и этот эффект растёт с увеличением дозы или концентрации вещества [A], однако только до определённого максимума, выше которого эффект не растёт с дальнейшим увеличением дозы или концентрации лекарства (так называемое «плато эффекта» или «максимум эффекта»). То есть кривая зависимости «доза-эффект» с увеличением концентрации исследуемого вещества начинает асимптотически приближаться к этому максимуму, так называемому Emax.
Величина Emax — это максимально достижимый эффект для данного вещества в данной физиологической системе. Концентрация или доза вещества [A], при которой вызываемый им эффект E составляет 50 % от максимально возможного, называется «половинной максимально эффективной концентрацией» или «половинной максимально эффективной дозой» и обозначается EC50 или ED50 (или, в русскоязычной транслитерации, ЭК50 и ЭД50 соответственно). Термин «молярная активность» или «потентность» относится как раз именно к значению EC50 или ED50. Чем ниже значение EC50 или ED50, тем, соответственно, меньшая концентрация или доза вещества или лекарства требуется для достижения 50 % от максимального эффекта и тем более активным, «мощным» или «потентным» является вещество или лекарство.
Более высокая молярная активность вовсе не обязательно означает большее количество побочных эффектов. В случае с лигандами рецепторов часто бывает наоборот — более активные (то есть более аффинные к нужному типу рецепторов, имеющие большую степень сродства к ним) соединения чаще проявляют и большую степень селективности к этим рецепторам (меньше связываются с другими, нежелательными для действия, рецепторами и меньше вызывают побочных эффектов).

## Классификация высокоактивных веществ с точки зрения опасности для здоровья персонала
Многие лекарства и вещества, которые являются высокоактивными (высокоэффективными, высокопотентными) являются также высокотоксичными даже в малых дозах (что логично, учитывая то, что они способны производить желаемые физиологические и биохимические эффекты даже в малых дозах, согласно определению молярной активности). Типичным примером высокотоксичных и опасных для здоровья человека высокоактивных соединений являются многие цитостатики (противоопухолевые препараты). По этой причине в исследовательских лабораториях и на предприятиях, занимающихся разработкой и производством высокоактивных лекарств, предпринимаются чрезвычайно серьёзные меры безопасности, призванные предотвратить попадание даже малых количеств разрабатываемых или производимых лекарств и веществ и промежуточных продуктов их синтеза в организм сотрудников и исследователей. Лекарственные субстанции и другие вещества могут быть классифицированы по степени их опасности для здоровья и по степени их молярной активности (потентности) с помощью использования систем предельно допустимых концентраций (ПДК), воздействие которых на организмы сотрудников признаётся допустимым. Системы ПДК обычно дают консервативную (завышенную) оценку степени потенциальной опасности того или иного вещества для здоровья персонала, исходя из общих соображений безопасности («безопасность превыше всего», «безопасности много не бывает»). Система, наиболее часто используемая в международной практике, включает 4 категории по SafeBridge. Однако существуют и другие популярные системы классификации, задающие ПДК тех или иных веществ в воздухе, например система Merck, система Roche, система Affygility.
Активный фармацевтический ингредиент считается «высокоактивным» («высокопотентным») в контексте безопасности рабочего места и потенциально очень опасным для здоровья сотрудников, если для него выполняется хотя бы любое одно из приведённых ниже условий:
1. Проявляет измеримую фармакологическую активность в дозах менее 150 мкг/кг массы тела;
2. ПДК в воздухе по хотя бы одной из известных систем классификации составляет 10 мкг/м3 или менее, при длительном почти ежедневном воздействии в течение 8 часов (рабочего дня);
3. Уже известный или доказанный канцероген, мутаген или тератоген (достаточно, чтобы была показана тератогенность, мутагенность или канцерогенность на животных, необязательно именно на человеке), либо обладает механизмом действия, подразумевающим возможное или вероятное наличие канцерогенности, мутагенности или тератогенности (что часто выполняется для, например, цитостатиков);
4. Сравнительно недавно разработанное соединение, для которого ещё нет достаточных данных по его молярной активности («потентности»), токсичности и безопасности и по наличию или отсутствию у него канцерогенности, мутагенности или тератогенности.